# Championnats du monde de gymnastique acrobatique 2012
Navigation
Wroclaw 2010 Levallois 2014
Les 23es championnats du monde de gymnastique acrobatique ont eu lieu à Lake Buena Vista en Floride du 16 au 18 avril 2012.

## Podiums
| Épreuves                             | Or | Argent                                                                       | Bronze                                                                                      |
| ------------------------------------ | --- | ---------------------------------------------------------------------------- | ------------------------------------------------------------------------------------------- |
| Duos                                 | |                                                                              |                                                                                             |
| Duo masculin résultats détaillés     | PILIPCHUK Konstantin (RUS) DUDCHENKO Alexey (RUS)                                                                                               | UPCOTT Edward (GBR) McASSEY Adam (GBR)                                       | FEDCHANKA Ruslan (BLR) KALACHOU Yauheni (BLR)                                               |
| Duo féminin résultats détaillés      | MELNYCHENKO Anastasiya (UKR) SYTNIKOVA Kateryna (UKR)                                                                                           | YANUSIK Yana (BLR) MIKHNEVICH Sviatlana (BLR)                                | SPALDING Poppy (GBR) BAKER Alanna (GBR)                                                     |
| Duo mixte résultats détaillés        | VLEESHOUWERS Nicolas (BEL) de PRYCK Laure (BEL)                                                                                                 | OKULOVA Tatiana (RUS) GURGENIDZE Revaz (RUS)                                 | BATUYEVA Inna (UKR) IASYNSKYI Denys (UKR)                                                   |
| Groupes                              | |                                                                              |                                                                                             |
| Quatuor masculin résultats détaillés | WALKER Dorian (GBR) HESKETT Jesse (GBR) EVISON Matthew (GBR) HURST Richard (GBR) TANG Jian (CHN) WANG Lei (CHN) ZHOU Yi (CHN) WU Yeqiuyin (CHN) |                                                                              | CHETVERKIN Valentin (RUS) CHULKOV Maksim (RUS) DANCHENKO Anton (RUS) BRYZGALOV Dmitry (RUS) |
| Trio féminin résultats détaillés     | SHAIKHUTDINOVA Aigul (RUS) STROYNOVA Ekaterina (RUS) LOGINOVA Ekaterina (RUS)                                                                   | van OVERBERGHE Sanne (BEL) SCHOLLIER Lara (BEL) van BETSBRUGGE Camille (BEL) | KHRYPACH Yuliya (BLR) KOBYZEVA Hanna (BLR) KOVALENKO Julia (BLR)                            |